# Philippe Fabia
Pour les articles homonymes, voir Fabia.
Philippe Fabia est un philologue et archéologue français né à Boucoiran-et-Nozières, dans le département du Gard, le 15 septembre 1860 et mort à Lyon le 31 décembre 1938. Il est inhumé à Nîmes. Il est l'un des spécialistes du site antique de Lugdunum, aujourd'hui Lyon.

## Biographie
Sa thèse soutenue en 1889 portait sur les Prologues de Térence. En 1891 son travail sur les sources de Tacite reçoit le prix Bordin, il est publié deux ans plus tard. C'est un livre remarqué et discuté qui lui assura une renommée importante et rapide. Comme Heinrich Nissen un peu auparavant, Fabia considérait que Tacite avait travaillé à partir d'une documentation peu abondante, suivant en général un seul ouvrage à la fois. Cette théorie, dite de « la source unique », est aujourd'hui généralement abandonnée, en particulier à la suite des travaux de Ronald Syme.

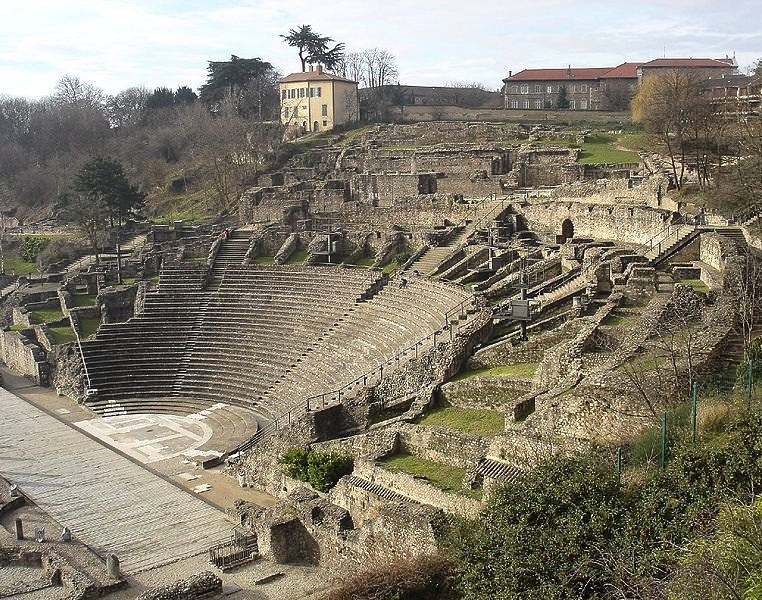
Le site romain à Fourvière où Fabia conduisit des fouilles régulières de 1911 à 1933.

Nommé par la suite professeur d'histoire romaine à la faculté des lettres de Lyon, Fabia consacra une part croissante de son activité à l'archéologie de cette ville. Il fonde avec Camille Germain de Montauzan l'Association lyonnaise de recherches archéologiques. Tous deux mènent à Fourvière, de 1911 à 1933, des fouilles qui marquent l'historiographie de Lugdunum. En 1925 Fabia fouille les ruines qu'il attribue au sanctuaire de Cybèle. Cette attribution a été remise en cause depuis la campagne de fouilles achevé en 2001. Fabia publie deux ouvrages sur les mosaïques retrouvées à Lyon s'intéressant particulièrement aux circonstances de leurs découvertes. Situé à la confluence de ses deux domaines scientifiques de prédilection, les études tacitéennes et l'archéologie lyonnaise, son ouvrage de 1929 sur la Table claudienne est resté un classique.

## Œuvre

### Livres
- Les sources de Tacite dans les Histoires et les Annales, 1893, 462 p. (réimpression anastatique Rome, 1967)
- Théâtre latin : extraits des comiques, 1896.
- Onomasticon Taciteum, Coll. Ann. Univ. Lyon, n.s. II, 4, Paris et Lyon, 1900.
- La garnison romaine de Lyon, Cumin et Masson, Lyon, 1918, 117 p.
- Les mosaïques romaines du musée de Lyon, Audin, Lyon, 1923, 184 p.
- Recherches sur les mosaïques romaines de Lyon, Audin, Lyon, 1924, 162 p.
- Pour Didon (Sonnets), Audin, Lyon, 1925.
- La Table claudienne de Lyon, Audin, Lyon, 1929, 167 p.
- Pierre Sala, sa vie et son œuvre, avec la légende et l'histoire de l'Antiquaille, Audin, Lyon, 1934, 334 p.
- avec Pierre Wuilleumier, Tacite, l'homme et l'œuvre (d'après des notes de Philippe Fabia), Boivin, Paris, 1949.

### Articles

#### De philologie
- « Le troisième mariage de Néron. Statilia Messalina », Revue de Philologie, 19, 1895, p. 218-231.
- « L'adultère de Néron et de Poppée », Revue de Philologie, 20, 1896, p. 12-22.
- « Le gentilice de Tigellin. Note contre une conjecture de Juste Lipse », Revue de Philologie, 21, 1897.
- « Comment Poppée devint impératrice », Revue de Philologie, 21, 1897, p. 221-239.
- « Le règne et la mort de Poppée », Revue de Philologie, 22, 1898, p. 333-345.
- « Le point final des Annales de Tacite »,  Journal des Savants, 1901, p. 423-435 et p. 563-575.
- « La lettre de Pompeius Propinquus à Galba et l'avénement de Vitellius en Germanie », Klio 4, 1904, p. 42-68.
- « Naumachia », Dictionnaire des Antiquités grecques et romaines, IV, 1, (1904), p. 10-12.
- « Salutatio », Dictionnaire des Antiquités grecques et romaines, IV, 2, (1908), p. 1059-1061.
- « La mère de Néron. À propos d'un plaidoyer pour Agrippine », Revue de Philologie, 35, 1911, p. 144-178.
- « La journée du 15 janvier 69 à Rome », Revue de Philologie, 36, 1912, p. 53-61.
- « Officiers gaulois dans les légions romaines au Ier siècle de notre ère (Tacite, Hist., IV, 61 et 74) », Revue des études anciennes, 14-3, 1912, p. 285-291.
- « L'irreligion de Tacite», Journal des savants, 12, 1914, p. 250–265.
- « Dillius Vocula », Studi Romani, 2, 1914, p. 153-188
- « À propos de la table claudienne », R.E.A., 32, 1931, p. 117-138 et 225-260

#### Sur Lyon
- « La querelle des Lyonnais et des Viennois en 68-69 après Jésus-Christ », Revue d'histoire de Lyon, 1902, p. 106.
- « Vitellius à Lyon », Revue d'histoire de Lyon, 1903, p. 89-105.
- « L'incendie de Lyon sous Néron », Revue d'histoire de Lyon, 3, 1, 1904, p. 5 23.
- « Domitien à Lyon », Revue d'histoire de Lyon, 1905, p. 5-20.
- « Gaius à Lyon », Revue d'histoire de Lyon, 1905, p. 274-289.
- « Lyon sous Tibère », Revue d'histoire de Lyon, 1906.
- « Claude et Lyon », Revue d'histoire de Lyon, 1908, p. 5-20.
- « La municipalité de Lugdunum », Revue d'histoire de Lyon, 10, 1911, p. 5-42.
- « La première campagne des fouilles de Fourvière »,  Revue d'histoire de Lyon, VI, 1912, p. 401-426.
- « Fouilles à Fourvière : mosaïque romaine », CRAI, 1912, p. 412-415.
- « La deuxième campagne de fouilles de Fourvière », Revue d'histoire de Lyon, 13, 1914, p. 1-29.
- « La troisième campagne de fouilles de Fourvière », Revue d'histoire de Lyon, 13, 1914, p. 385-416.
- « Note sur les mosaïques superposées de la déserte (Place Sathonay, à Lyon) », CRAI, 60-4, 1916, p. 350-356.
- « Le vieux Lyon. Un siècle d'études lyonnaises sur la topographie et l'archéologie de Lyon », Journal des Savants, n.s. 15, 1917.
- « L'amphithéâtre de Lugudunum », Journal des savants, n.s. 13, 7-8, 1920, p. 160 sq.
- « Les mosaïques romaines des musées de Lyon », Revue du Lyonnais, 4, 1921, p. 453-504.
- « Les mosaïques romaines des musées de Lyon », Revue du Lyonnais, 5, 1922, p. 39-68.
- « Les mosaïques romaines des musées de Lyon », Revue du Lyonnais, 6, 1922, p. 15-45.
- « Les mosaïques romaines des musées de Lyon », Revue du Lyonnais, 7, 1922, p. 19-46.
- « Les mosaïques romaines des musées de Lyon », Revue du Lyonnais, 8, 1922, p. 31-64.
- avec C. Germain de Montauzan, « Les fouilles de Fourvière en 1924 », CRAI, 1925, p. 119-124.
- avec C. Germain de Montauzan, « Les fouilles de Fourvière en 1925 », CRAI, 1926, p. 140-145.
- « Nouvelle note sur une inscription latine de Saint-Michel d'Ainay à Lyon », Archivum latinitatis medii aevi (Bulletin du Cange), 3, 1927, p. 149-156
- avec C. Germain de Montauzan, « Exploration archéologique de Fourvière. Rapport sur les fouilles de 1926-1927 », CRAI, 1927, p. 236-244.
- De nombreuses notes et communication à l'Académie des Inscriptions et Belles Lettres